# تیم ملی بسکتبال زیر ۱۹ سال مردان ایران
تیم ملی بسکتبال زیر ۱۹ سال ایران یک تیم بین‌المللی بسکتبال در رده سنی زیر ۱۹ سال است که از طرف ایران در مسابقات بین‌المللی شرکت می‌کند.

## رقابتها

### قهرمانی جهان
| قهرمانی جهان | قهرمانی جهان |
| سال          | مکان         |
| ------------ | ------------ |
| ۱۹۷۹         | حاضر نبود    |
| ۱۹۸۳         | حاضر نبود    |
| ۱۹۸۷         | حاضر نبود    |
| ۱۹۹۱         | حاضر نبود    |
| ۱۹۹۵         | حاضر نبود    |
| ۱۹۹۹         | حاضر نبود    |
| ۲۰۰۳         | شانزدهم      |
| ۲۰۰۷         | حاضر نبود    |
| ۲۰۰۹         | پانزدهم      |
| ۲۰۱۱         | حاضر نبود    |
| ۲۰۱۳         | یازدهم       |
| ۲۰۱۵         | چهاردهم      |
| ۲۰۱۷         | پانزدهم      |
| مجموع        | ۵/۱۱         |

### قهرمانی آسیا
| قهرمانی آسیا | قهرمانی آسیا |
| سال          | مکان         |
| ------------ | ------------ |
| ۱۹۷۰         | حاضر نبود    |
| ۱۹۷۲         | حاضر نبود    |
| ۱۹۷۴         | ششم          |
| ۱۹۷۷         | هشتم         |
| ۱۹۷۸         | دوازدهم      |
| ۱۹۸۰         | حاضر نبود    |
| ۱۹۸۲         | سیزدهم       |
| ۱۹۸۴         | حاضر نبود    |
| ۱۹۸۶         | حاضر نبود    |
| ۱۹۸۹         | هشتم         |
| ۱۹۹۰         | دهم          |
| ۱۹۹۲         | نهم          |
| ۱۹۹۵         | حاضر نبود    |
| ۱۹۹۶         | دهم          |
| ۱۹۹۸         | پنجم         |
| ۲۰۰۰         | نهم          |
| ۲۰۰۲         | نایب قهرمان  |
| ۲۰۰۴         | قهرمان       |
| ۲۰۰۶         | هفتم         |
| ۲۰۰۸         | قهرمان       |
| ۲۰۱۰         | چهارم        |
| ۲۰۱۲         | سوم          |
| ۲۰۱۴         | نایب قهرمان  |
| ۲۰۱۶         | قهرمان       |
| مجموع        | ۱۸/۲۳        |

### قهرمانی غرب آسیا
بیش از شانزده دوره برگزار شده و ایران همواره جزو سه تیم برتر بوده است.
https://www.mehrnews.com/news/6164317/پیروزی-تیم-بسکتبال-زیر-١٨-سال-ایران-برابر-عراق
https://www.mehrnews.com/news/6166113/بسکتبالیست-های-زیر-١٨-سال-ایران-به-مرحله-نیمه-نهایی-صعود-کردند
https://www.irbasketball.com/talar/
http://takhtejamshidcup.com/index.php?option=com_content&view=article&id=522&Itemid=1064
دهمین دوره بسکتبال جوانان غرب آسیا فائزه شهریاری عسل پورحیدری
تهران میزبان مسابقات بسکتبال قهرمانی نوجوانان زیر ۱۵ سال غرب آسیا شد. طبق جدول اعلام شده توسط کنفدراسیون بسکتبال غرب آسیا (وابا) قرار است مسابقات نوجوانان غرب آسیا در سال‌های ۲۰۱۰ تا ۲۰۱۵ به ترتیب به میزبانی ایران، عراق، اردن، لبنان، سوریه، یمن انجام شود. همچنین طبق تصویب وابا جدول برگزاری مسابقات جوانان غرب آسیا (وابا) به شرح زیر است: ۲۰۱۰- لبنان (زیر ۱۸ سال) ۲۰۱۱- سوریه (زیر ۱۷ سال) ۲۰۱۲- یمن (زیر ۱۸ سال) ۲۰۱۳- ایران (زیر ۱۷ سال) ۲۰۱۴- عراق (زیر ۱۸ سال) ۲۰۱۵- اردن (زیر ۱۷ سال)
اولین دوره مسابقه‌های زیر ۱۵ سال مهرماه ۱۳۸۹ برگزار شد.

#### تاریخچه غرب آسیا
1. ۲۰۰۱–۱۳۸۰
2. ۲۰۰۲–۱۳۸۱
3. ۲۰۰۳–۱۳۸۲
4. ۲۰۰۴–۱۳۸۳
5. ۲۰۰۴–۱۳۸۳
6. ۲۰۰۵–۱۳۸۴
7. ۲۰۰۶–۱۳۸۵
8. ۲۰۰۷–۱۳۸۶
9. ۲۰۰۸–۱۳۸۷
10. ۲۰۰۸–۱۳۸۷
11. ۲۰۱۰–۱۳۸۹
12. ۲۰۱۱–۱۳۹۰
13. ۲۰۱۲–۱۳۹۱
14. ۲۰۱۳–۱۳۹۲
15. ۲۰۱۴–۱۳۹۳
16. ۲۰۱۷–۱۳۹۶
17. ۲۰۱۸–۱۳۹۷
18. ۱۴۰۱-۲۰۲۲
19. ۱۴۰۳-۲۰۲۴

۲۰۲۰ برگزار نشد
۲۰۲۲ ایران میزبان آسیایی بود و شرکت نکرد
https://web.archive.org/web/20240717103117/https://www.fiba.basketball/en/events/fiba-u18-asiacup-2024/news/waba-qualifiers-finalists-lebanon-iran-reach-fiba-u18-asia-cup-2024
https://web.archive.org/web/20220817042442/https://www.the961.com/lebanon-won-the-u18-west-asian-championship/
https://en.wikipedia.org/wiki/2010_FIBA_Asia_Under-18_Championship_qualification
https://en.wikipedia.org/wiki/2012_FIBA_Asia_Under-18_Championship_qualification
https://en.wikipedia.org/wiki/2014_FIBA_Asia_Under-18_Championship_qualification

#### خرداد ۲۰۰۱
مسابقات بسکتبال جام ریاست جمهوری به همت هیئت بسکتبال کشور برگزارمی شود که درآن تیم‌های اوکراین، مصر، امارات، بلغارستان و از ایران نیز تیم‌های (ایران نارا، ذوب آهن و صنام) حضور خواهند داشت. همچنین مسابقات بین‌المللی بسکتبال نونهالان (جام دوستی و فردای بهتر) نیز در برنامه‌های فدراسیون بسکتبال قرار داد که به این منظوراز کشورهای اردن، سوریه، لبنان، عراق، یمن، ارمنستان، قزاقستان و ترکمنستان دعوت به عمل آمده است. مسابقات بسکتبال انتخابی جوانان غرب آسیا نیز اواخر خردادماه سال ۲۰۰۱ در تهران برگزار می‌شود.

#### اردیبهشت ۱۳۸۰
مسابقات جشنواره مینی‌بسکتبال غرب آسیا که در مهرماه برگزار خواهیم کرد، مسابقات بسکتبال جام باشگاه‌های آسیا که ۱۲ خردادماه در دوبی انجام می‌شود، مسابقات تیم ملی بزرگسالان غرب آسیا که ۱۹ تیرماه برگزار می‌شود ودر صورت صعود تیم ملی کشورمان به مسابقات جام ملت‌های آسیا ABC که ۳۰ تیرماه در شانگهای چین صورت می‌گیرد اعزام خواهد شد. وی اضافه کرد: اعزام تیم ملی امید به مسابقات بسکتبال امید غرب آسیا در ۷ مهرماه به کشور عراق، برگزاری مسابقات بسکتبال جوانان غرب آسیا در ۵ شهریور ماه و در نهایت برگزاری مسابقات جام ملت‌ها که ۸ تیم (عربستان، گرجستان، یوگسلاوی، بلغارستان، روسیه، تیم امید آلمان و ایتالیا) در این مسابقات حضور خواهند داشت.

#### شهریور ۱۳۸۰
تیم ملی بسکتبال جوانان کشورمان به منظور شرکت در مسابقات انتخابی جوانان غرب آسیا سوم شهریور ماه جاری عازم یمن می‌شود. این مسابقات با شرکت ۷ تیم منطقه غرب آسیا (سوریه، لبنان، ایران، عراق، یمن، اردن و فلسطین) در عدن پایتخت یمن برگزار می‌شود. تیمهای منتخب اول و دوم این رقابتها برای حضور در مسابقات قهرمانی جوانان آسیا برگزیده خواهند شد.

#### ۱۳۸۲
پنجمین دورهٔ مسابقات قهرمانی نوجوانان غرب آسیا نیمه اول اکتبر ۲۰۰۳ در یمن، چهارمین دوره مسابقات بسکتبال قهرمانی مردان غرب آسیا (مرحله سوم) به میزبانی عراق در ماه اکتبر ۲۰۰۳ و سومین دوره مسابقات بسکتبال جوانان غرب آسیا به میزبانی سوریه اواخر سپتامبر اوایل اکتبر ۲۰۰۳ برگزار می‌شود.

#### مرداد ۱۳۸۳
تیم ملی بسکتبال جوانان که برای حضور در ششمین دورهٔ رقابت‌های غرب آسیا عازم اردن شده بود، روز گذشته در آخرین دیدار خود، به مصاف تیم ملی بسکتبال جوانان یمن رفت که در پایان این بازی، تیم ایران توانست با نتیجهٔ ۶۶ بر ۶۱ از سد حریف خود عبور کند. جوانان ملی‌پوش کشورمان، که پیش از این صعود خود به مرحلهٔ بعدی رقابت‌های آسیایی هند مسجل کرده بودند، در این دوره از رقابت‌های قهرمانی غرب آسیا، در جایگاه نخست قرار گرفتند و تیم‌های یمن و لبنان نیز در رده‌های دوم و سوم ایستادند.

#### مرداد ۱۳۸۴
تیم ملی بسکتبال جوانان ایران با پیروزی برابر تیم ملی عراق توانست در سکوی سوم مرحله نخست مسابقات قهرمانی غرب آسیا قرار بگیرد. ششمین دوره مسابقات بسکتبال جوانان غرب آسیا در شهر موکالا یمن برگزار شد.

#### اردیبهشت ۱۳۸۵
تیم ملی بسکتبال جوانان ایران در رقابت‌های قهرمانی جوانان غرب آسیا، به عنوان چهارمی دست یافت.

#### آبان ۱۳۸۶ مالزی
تیم بسکتبال جوانان ایران پس از غلبه جالب توجه بر تیم بسکتبال چین عنوان نخست رقابت‌های بسکتبال جام نخست‌وزیری مالزی را کسب کرد.

#### نهمین دوره
در نهمین دوره رقابت‌های بسکتبال جوانان غرب آسیا ایران بر سکوی نخست مسابقات تکیه زد.

#### مرداد ۱۳۸۷
تیم بسکتبال جوانان ایران با غلبه بر تیم یمن میزبان مسابقات غرب آسیا، قهرمانی خود را جشن گرفت. به گزارش خبرگزاری دانشجویان ایران (ایسنا)، تیم بسکتبال جوانان ایران بعدازظهر یکشنبه در آخرین دیدار خود مقابل تیم یمن، به پیروزی ۸۱ بر ۱۰۷ دست یافت. تیم جوانان ایران در حالی که به تعبیری مقابل یک تیم بزرگسال متشکل از بازیکنانی با سنین غیر واقعی از تیم میزبان بازی می‌کرد، در نهایت توانست عنوان قهرمانی این مسابقات را به خود اختصاص دهد. جوانان ملی‌پوش کشورمان پیش از این تیم‌های لبنان، اردن و سوریه را با اختلاف قابل توجه از پیش رو برداشته بودند. این تیم از روز هفتم شهریورماه میزبان رقابت‌های قهرمانی جوانان آسیا خواهد بود.

#### اردیبهشت ۱۳۸۹
در مسابقات قهرمانی بسکتبال جوانان غرب آسیا، تیم ملی ایران از سد یمن گذشت و با یک شکست و چهار پیروزی و کسب مقام دومی به کار خود پایان داد.

#### آبان ۱۳۹۰ دوازدهمین دوره
تیم ملی بسکتبال ایران در دوازدهمین دوره از رقابت‌های قهرمانی جوانان غرب آسیا با پیروزی برابر سوریه قهرمان شد.

#### ۱۳۹۱
تیم ملی ایران که در مرحله نخست رقابت‌ها نیز که در تهران برگزار شده بود، به مقام قهرمانی رسید، با قهرمانی در این مرحله به عنوان تیم نخست منطقه غرب آسیا راهی جام ملت‌های جوانان آسیا خواهد شد.

#### ۱۳۹۲
تیم ملی بسکتبال جوانان ایران به قهرمانی زودهنگام قهرمانی بسکتبال جوانان غرب آسیا رسید.

#### ۱۳۹۳ خرداد (جوانان به جای بزرگسالان)
جوانان ایران در چهاردهمین دوره از مسابقات بزرگسالان غرب‌آسیا فلسطین، یمن، سوریه و عراق را شکست دادند و تنها برابر اردن میزبان بازی‌ها مغلوب شدند. اردن نیز قهرمان این دوره نام گرفت و نخستین عنوان قهرمانی‌اش در منطقه را جشن گرفت.
https://en.wikipedia.org/wiki/2014_FIBA_Asia_Cup_qualification#West_Asia

#### ۱۳۹۳ اردن
رقابت‌های بسکتبال جوانان غرب‌آسیا در حالی با حضور سه تیم برگزار شد و با قهرمانی ایران به پایان رسید که اردن میزبانی ضعیف بود و حتی جام و مدال قهرمانی به بازیکنان نداد.

#### ۱۳۹۶
روز پایانی مسابقات بسکتبال جوانان غرب آسیا با دیدار ایران و اردن میزبان همراه بود که جوانان ایران با برتری ۱۰۸ بر ۷۲ مقابل حریف خود و با ۴ برد پیاپی عنوان قهرمانی را از آن خود کردند.

#### ۱۳۹۷
شانزدهمین دوره رقابت‌های قهرمانی جوانان زیر هفده سال غرب آسیا در روزهای ۵ تا ۹ شهریور در تهران و در سالن بسکتبال مجموعه ورزشی آزادی برگزار می‌گردد.